# Карбония-Иглезиас
Карбо́ния-Игле́зиас (итал. Provincia di Carbonia-Iglesias, сард. Provìntzia de Carbònia-Igrèsias) — бывшая провинция в Италии, в регионе Сардиния.

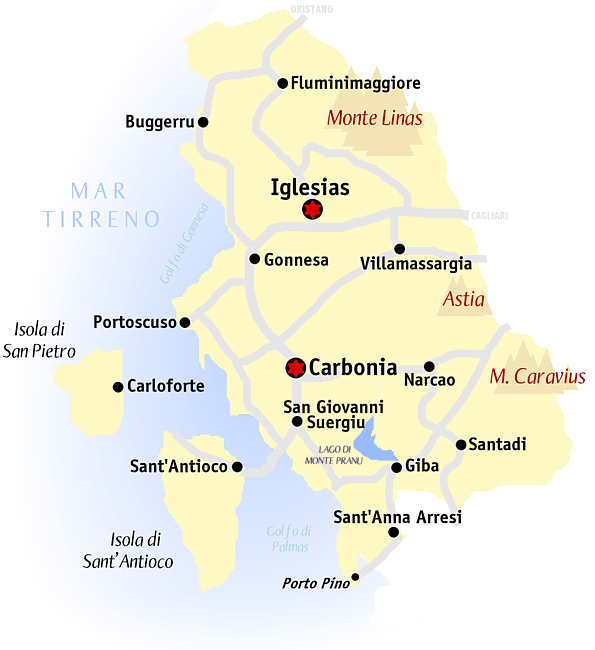
Карта провинции

## Общие сведения
Провинция занимала юго-западную оконечность острова Сардиния, а также небольшие острова Сан-Пьетро, Сант-Антиоко и другие. Была образована в 2001 году. Согласно закону от 4 февраля 2016 года провинция была упразднена, а её 23 муниципалитета вошли во вновь образованную провинцию Южная Сардиния.
Провинция была одной из шести итальянских провинций, административный центр которых разделён между двумя коммунами.